# Borvo Mensa
La Borvo Mensa è una struttura geologica della superficie di Europa.